# Romilly-la-Puthenaye
Romilly-la-Puthenaye é uma comuna francesa na região administrativa da Normandia, no departamento de Eure. Estende-se por uma área de 11,92 km². Em 2010 a comuna tinha 328 habitantes (densidade: 27,5 hab./km²).